# Бели брод
Бѐли брод е село в Северозападна България. То се намира в община Бойчиновци, област Монтана. Намира се на брега на река Огоста на север от Стара планина. Има население от около 270 жители, на възраст между 60 и 80 г.
Основен отрасъл на стопанството е отглеждането на грозде и зърнени култури: жито, пшеница, царевица.

## История
Името на селището през 1873 г. е записано като Бели град и данни за него са отпечатани на български език в списание „Летоструй или къщний календар за проста година 1873“ издадено във Виена.  В дадената таблица на статистическото описание на Оряховското окръжие от Врачанската епархия в народночерковно отношение населеното място е включено, и за с. Бели брод през 1873 г. е изписана с кирилица следната информация:
Селище — Бели град
Народност — българи
Къщи – 44
Венчила – 70
Черкви — нема
Име на свещеника — Атанас Николов
Атанас Николов е свещеник в с. Долна Гнойница (сега Михайлово). С неговото активно участие там са положени основите на църквата през 1872 г., която е завършена и осветена от него през 1873 г. Според тази информация, поради липса на свещеник в съседното село, той е водил християнските обреди при необходимост и в с. Бели брод.